# Acheilognathus kyphus
Acheilognathus kyphus är en fiskart som först beskrevs av Mai, 1978.  Acheilognathus kyphus ingår i släktet Acheilognathus och familjen karpfiskar. IUCN kategoriserar arten globalt som otillräckligt studerad. Inga underarter finns listade i Catalogue of Life.